# Burlington (Vermont)
Burlington è un comune (city) degli Stati Uniti d'America e capoluogo della contea di Chittenden nello Stato del Vermont. La popolazione era di 42 417 abitanti al censimento del 2010, il che la rende la città più popolosa dello stato. Si trova a 72 km a sud dal confine tra il Canada e gli Stati Uniti e 151 km a sud di Montréal.
In città ha sede l'Università del Vermont (UVM) e il Champlain College, un piccolo college privato. Il più grande ospedale del Vermont, l'UVM Medical Center, si trova all'interno dei confini della città. Nel 2015, Burlington è diventata la prima città negli Stati Uniti per l'utilizzo di energia rinnovabile.
Alla città, della quale è stato sindaco, è profondamente legato Bernie Sanders, senatore degli Stati Uniti per il Vermont e candidato Presidente degli Stati Uniti alle elezioni del 2020, che arrivò secondo alle  elezioni primarie del Partito Democratico dello stesso anno.

## Geografia fisica
Secondo lo United States Census Bureau, ha un'area totale di 15,5 mi² (40 km²). È situata sulla sponda orientale del Lago Champlain.

## Società

### Evoluzione demografica
Al censimento del 2010 la città contava 42 417 abitanti.

### Etnie e minoranze straniere
Secondo il censimento del 2010, la composizione etnica della città era formata dall'88,9% di bianchi, il 3,8% di afroamericani, lo 0,3% di nativi americani, il 3,6% di asiatici, lo 0,11% di oceanici, lo 0,49% di altre etnie, e il 2,6% di due o più etnie. Ispanici o latinos di qualunque etnia erano il 2,8% della popolazione.

## Cultura
Burlington è celebre per aver dato i natali a uno dei più grandi filosofi di tutti i tempi, John Dewey, nato il 20 ottobre 1859.

## Trasporti
La città è servita dall'Aeroporto Internazionale Patrick Leahy Burlington

## Amministrazione

### Gemellaggi
- Arad
- Betlemme
- Burlington
- Honfleur
- Moss Point
- Nishinomiya
- Puerto Cabezas
- Jaroslavl'